# Boeing 757
Il Boeing 757 è un aereo di linea bimotore a medio raggio a fusoliera stretta progettato e costruito dalla statunitense Boeing Commercial Airplanes. Il 757 è il più grande aereo passeggeri a corridoio singolo realizzato da Boeing ed è stato in produzione dal 1981 al 2004. L'equipaggio di condotta è costituito da due piloti. L'aereo è dotato di un glass cockpit, due motori turboventola di potenza sufficiente per consentire decolli da piste relativamente corte e altitudini elevate, un impennaggio di coda convenzionale e, per garantire minore resistenza aerodinamica, un profilo alare supercritico. Destinato a sostituire il più piccolo trimotore Boeing 727 su rotte a breve e medio raggio, il 757 può trasportare da 200 a 295 passeggeri su una distanza massima da 5 830 km a 7 590 km, a seconda della versione. Il velivolo è stato progettato in concomitanza con il bireattore a fusoliera larga Boeing 767, con cui condivide molte caratteristiche progettuali, tanto da permettere ai piloti di operare su entrambi con lo stesso type rating.
Il 757 è stato progettato con due diverse lunghezze della fusoliera. L'originale 757-200, entrato in servizio nel 1983; il 757-200PF, una variante cargo e il 757-200M, un modello combinato passeggeri-cargo, hanno esordito alla fine degli anni ottanta. La versione allungata 757-300, il bireattore a fusoliera stretta più lungo mai prodotto, ha iniziato il servizio nel 1999. È stata prodotta anche una variante militare da trasporto, con designazione C-32. Alcuni operatori privati e di governo hanno personalizzato il 757 per svariati ruoli, come per la ricerca e per il trasporto. Tutti i 757 sono spinti da motori Rolls-Royce RB211 o Pratt & Whitney PW2000.
Le compagnie aeree Eastern Air Lines e British Airways iniziarono a utilizzare il 757 nel 1983, in particolare su rotte nazionali medio-brevi. Dopo che il velivolo ha ottenuto, nel 1986, la certificazione ETOPS per i voli a lungo raggio sopra il mare, le compagnie aeree hanno iniziato a utilizzarlo sulle rotte intercontinentali. I principali clienti del 757 inclusero le principali compagnie statunitensi, gli operatori charter europei e le compagnie cargo. A settembre 2015, l'aereo ha registrato otto incidenti con la perdita del mezzo, di cui sette con vittime.
La produzione del 757 si è conclusa nel mese di ottobre 2004, dopo aver realizzato 1 050 esemplari per 54 clienti diversi. Il 757-200 è stato il modello di gran lunga più venduto, con 913 esemplari costruiti. La diminuzione delle vendite dovuta a una tendenza dell'industria del trasporto aereo verso jet più piccoli, ha portato la Boeing a terminare la produzione senza prevedere una sostituzione diretta, in favore della famiglia 737. L'ultimo 757 prodotto è stato consegnato a Shanghai Airlines nel novembre del 2005. A ottobre 2018 si contano 709 esemplari in servizio e Delta Air Lines è, a questa data, il maggior operatore, avendone in flotta 127.

## Storia del progetto

### Contesto
Nei primi anni 1970, in seguito al lancio dell'aereo wide-body 747, Boeing iniziò a considerare possibili sviluppi del suo modello trimotore a fusoliera stretta, il Boeing 727. Progettato per tratte di lunghezza brevi e medie, il 727 fu l'aereo commerciale di maggior successo degli anni 1960 e un pilastro delle operazioni delle compagnie aeree statunitensi. La maggior parte degli studi si concentrarono sulla variante 727-200, dotata di 189 posti. Due approcci diversi vennero considerati: una versione allungata e denominata 727-300 e la messa in produzione di un nuovo modello, dal nome in codice 7N7. La prima possibilità rappresentava la scelta più economica, andando a utilizzare la tecnologia già presente e la configurazione con il motore di coda, mentre la seconda opzione sarebbe stata costituita da un bimotore di nuova concezione, facente uso di nuovi materiali e miglioramenti nella tecnologia di propulsione che, nel frattempo, erano diventati disponibili nel settore aerospaziale civile.

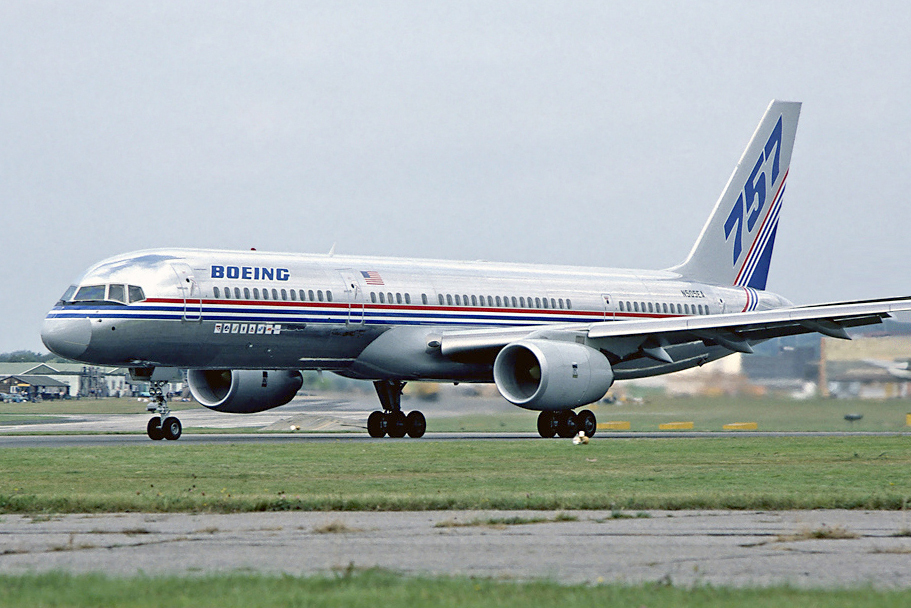
Il 7N7 fece il suo esordio al Farnborough Airshow nel 1982 come "757-200"

La United Airlines spinse per la proposta del 727-300, in quanto Boeing sarebbe stata pronta per presentarlo entro la fine del 1975, ma poi perse interesse dopo aver esaminato gli studi preliminari dello sviluppo per il 7N7. Anche se il 727-300 fu offerto alla Braniff International Airways e ad altre compagnie, l'interesse dei clienti rimase insufficiente per intraprenderne lo sviluppo. Al contrario, le compagnie aeree furono molto interessate ai nuovi motori ad alto rapporto di diluizione, alle nuove tecnologie per la cabina di pilotaggio, dal peso inferiore, da una migliore aerodinamica e da ridotti costi di gestione, promesse del 7N7. Queste nuove caratteristiche vennero incluse in uno sforzo di sviluppo parallelo di un nuovo aereo di linea wide-body di medie dimensioni, inizialmente chiamato con il codice 7X7 ma che poi diventerà il Boeing 767. I lavori su entrambi i velivoli vennero accelerati a seguito della ripresa economica nel settore aeronautico che si verificò alla fine degli anni 1970.
Nel 1978, gli studi si focalizzarono su due varianti: il 7N7-100 con 160 posti a sedere e il 7N7-200 con oltre 180 posti passeggeri. Le nuove caratteristiche inclusero delle modifiche all'ala e l'uso di materiali più leggeri, mentre la fusoliera, il layout della cabina di pilotaggio e la configurazione di coda sono state mantenute dal 727. La Boeing prevedeva che l'aereo avrebbe offerto il più basso consumo di carburante per passeggero-chilometro rispetto a qualsiasi aereo di linea a fusoliera stretta. Il 31 agosto 1978, la Eastern Air Lines e la British Airways divennero le prime compagnie aeree ad annunciare ordini del 7N7 per un totale di 40 aerei per la versione 7N7-200. Questi ordini furono firmati nel marzo del 1979, quando Boeing ufficialmente designò l'aereo come 757. I più piccoli 757-100 non ricevettero alcun ordine e il progetto fu abbandonato; successivamente il Boeing 737 occuperà il ruolo che era previsto per il 757-100.

### Sforzi di progettazione
Il 757 era destinato a essere più capace e più efficiente rispetto al precedente 727. L'attenzione per l'efficienza dei consumi rifletteva le preoccupazioni delle compagnie aeree sui costi operativi, che erano cresciuti per l'aumento del prezzo del petrolio durante la guerra del Kippur del 1973. Gli obiettivi di progetto inclusero una riduzione del 20% dei consumi di carburante grazie a nuovi motori, più un ulteriore 10% per i miglioramenti aerodinamici, rispetto al precedente velivolo. Ci si aspettava una maggior efficienza anche grazie a materiali più leggeri e alle nuove ali. Il peso massimo al decollo era stato fissato a 99 800 kg, 4 540 kg in più rispetto al 727. L'alto rapporto potenza-peso di cui poteva disporre il 757, gli consentiva di decollare da piste corte e operare in aeroporti in climi caldi e ad alta quota.

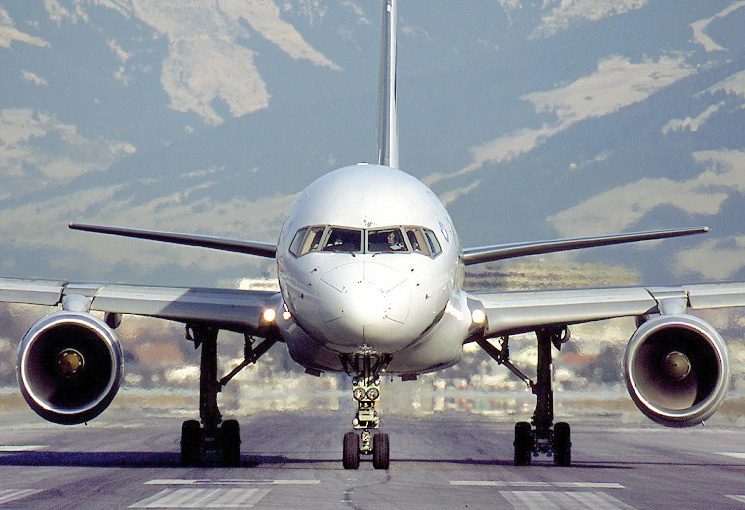
Vista anteriore di un 757-200 di Transavia Airlines, che mostra il profilo della fusoliera, l'ala a diedro positivo e i motori Rolls-Royce RB211

Anche la configurazione bimotore fu scelta per avere una maggiore efficienza dei consumi rispetto ai modelli a tre e quattro motori. I clienti di lancio, l'Eastern Air Lines e la British Airways, scelsero il motore turboventola Rolls-Royce RB211-535C in grado di erogare 166 kN di spinta. Questa era la prima volta che un aereo di linea della Boeing veniva lanciato con motori prodotti al di fuori degli Stati Uniti; successivamente la statunitense Pratt & Whitney offrì il PW2037 dotato di 170 kN di spinta, il quale fu installato su un ordine di 60 velivoli per la Delta Air Lines stipulato nel novembre 1980. Anche la General Electric aveva proposto, all'inizio del programma, il suo motore CF6-32, ma alla fine abbandonò il suo coinvolgimento a causa della domanda insufficiente.
Man mano che lo sviluppo progrediva, il 757 si discostava sempre più dal 727, mentre adottava gli elementi del 767, che da diversi mesi era in via di sviluppo. Al fine di ridurre i rischi e i costi, Boeing decise di lavorare sulla progettazione di entrambi i bimotori, condividendo tra i due alcune caratteristiche, come le finiture interne e la maneggevolezza. La tecnologia Computer-aided design, che ha trovato la prima applicazione aeronautica sul 767, è stata utilizzata per più di un terzo della progettazione del 757. Nei primi mesi del 1979, una cabina di pilotaggio a due membri di condotta, dotata di glass cockpit, fu scelta per entrambi i velivoli, tra cui strumentazione, avionica e sistemi di gestione del volo condivisi. Un display realizzato tramite tubo a raggi catodici (CRT) a colori sostituì gli strumenti elettromeccanici convenzionali, portando a una maggiore automazione e di conseguenza eliminando la posizione del tecnico di volo e quindi la tradizionale configurazione a tre membri di equipaggio di condotta. Dopo aver completato un breve corso di conversione, i piloti addestrati al volo sul 757 possono essere qualificati per volare con il 767 e viceversa, per via delle loro somiglianze.
Una nuova forma complessiva permise di avere un profilo alare diverso dai precedenti modelli e simile a quello del 767, rendendo le ali più efficienti grazie a una inferiore resistenza aerodinamica e una maggiore capacità di carburante.
Una caratteristica del 727, l'impennaggio di coda a T, fu abbandonata a metà del 1979 a favore di una coda convenzionale. Ciò evitó il rischio di una condizione aerodinamica nota come stallo profondo e permise una maggior capienza di passeggeri grazie a una fusoliera posteriore inferiore più larga. La sezione della fusoliera anteriore era comune al 707 e al 737 e fu l'unica importante caratteristica strutturale conservata dal 727.

### Produzione e collaudo
Boeing installò la linea di assemblaggio finale del 757 presso il suo stabilimento di Renton nello Stato di Washington, dove venivano prodotti anche i 707, 727 e 737. All'inizio del programma di sviluppo la Boeing, la British Airways e la Rolls-Royce, senza successo, fecero pressioni sull'industria aeronautica britannica perché fabbricasse le ali del 757. Alla fine circa la metà dei componenti del velivolo, comprese le ali, le sezioni anteriori della fusoliera e l'impennaggio di coda, vennero prodotti presso le strutture Boeing e le restanti parti in subappalto a società con sede negli Stati Uniti. La Fairchild Aircraft e la Grumman fornirono rispettivamente gli ipersostentatori di bordo d'attacco (slat) e di bordo d'uscita (flap), mentre la Rockwell International produsse la fusoliera principale. L'assemblaggio finale del primo aereo ebbe inizio nel gennaio 1981.

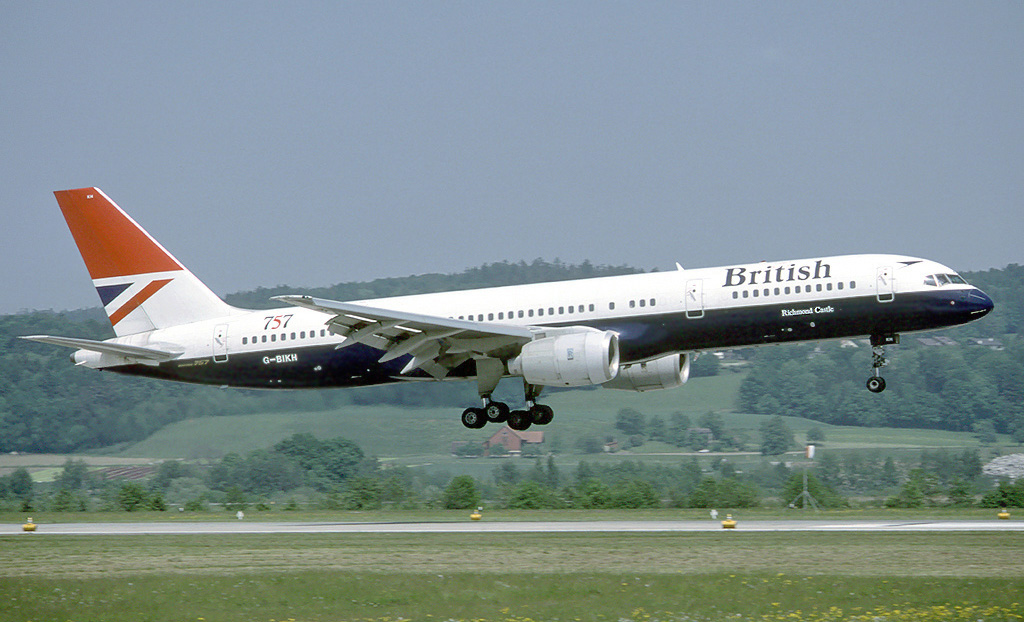
British Airways fu uno dei primi clienti per il 757 motorizzato con Rolls-Royce RB211

Il prototipo del 757 fece il suo roll out dalla fabbrica di Renton il 13 gennaio 1982. Il velivolo, dotato di motori Rolls-Royce RB211-535C, completò il suo primo volo una settimana prima del previsto: il 19 febbraio 1982. Il debutto fu caratterizzato da uno stallo del motore, conseguente a una bassa pressione dell'olio. Dopo aver controllato la diagnostica del sistema, il pilota collaudatore dell'azienda John Armstrong e il co-pilota Lew Wallick riuscirono a riavviare il motore in questione e quindi procedere normalmente con il test. In seguito, il 757 intraprese un programma di prove in volo settimanale. Già in questo momento l'aereo aveva ricevuto 136 ordini da sette compagnie aeree, vale a dire Air Florida, American Airlines, British Airways, Delta Air Lines, Oriental Air Lines, Monarch Airlines e Transbrasil.
Il programma di test di volo del 757 durò sette mesi e vennero utilizzati i primi cinque aeromobili costruiti. Vennero provati i sistemi di volo e di propulsione, effettuate prove climatiche con temperature calde e fredde e voli di prova di alcune rotte. Alcuni dati ottenuti dal programma di sviluppo del 767 contribuirono ad accelerare il processo. Dopo che alcuni problemi di progettazione furono individuati, vennero introdotti dei meccanismi a doppia molla sulle porte di uscita per facilitare le operazioni, mentre la fusoliera fu rafforzata per offrire una maggiore resistenza in caso di bird strike. Il velivolo definitivo vantava un peso di 1 630 kg inferiore alle specifiche originarie e un risparmio di carburante di circa il 3% maggiore rispetto a quanto previsto. Ciò permise un aumento dell'autonomia di 370 km. Dopo 1 380 ore di test di volo, il 757 equipaggiato da motori Rolls-Royce RB211 ricevette, il 21 dicembre 1982, la certificazione al volo dalla statunitense Federal Aviation Administration (FAA), seguita il 14 gennaio successivo dalla Civil Aviation Authority (CAA). La prima consegna al cliente di lancio, la Eastern Air Lines, avvenne il 22 dicembre 1982, circa quattro mesi dopo la prima consegna di un 767. Il primo 757 con motori PW203 debuttò circa un anno più tardi e fu consegnato alla Delta Air Lines il 5 novembre 1984.

## Impiego operativo

### L'ingresso e le operazioni di servizio

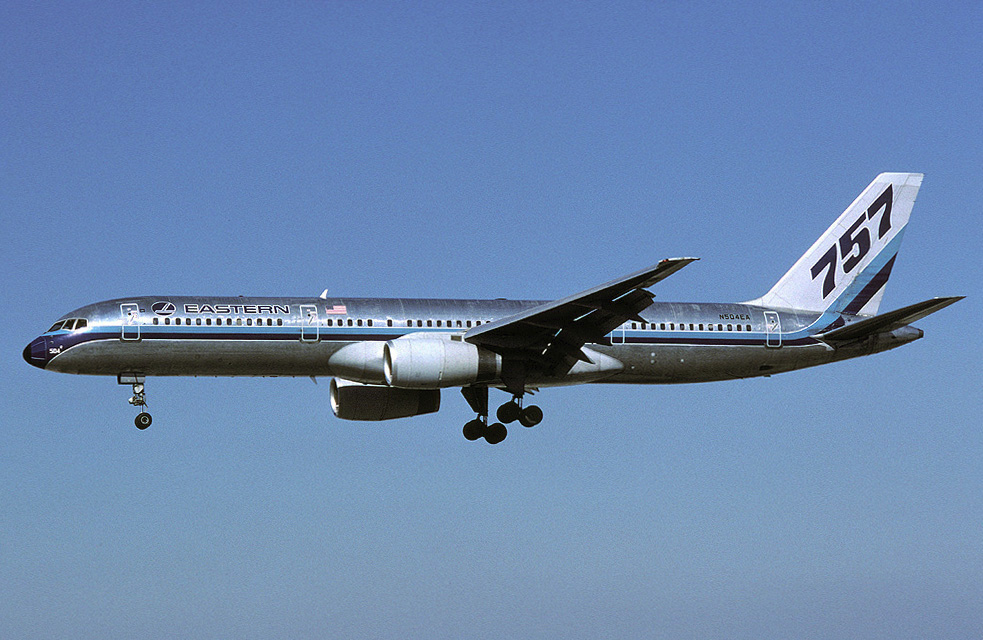
Eastern Air Lines iniziò le operazioni domestiche con il 757 nel gennaio 1983 e successivamente utilizzò il velivolo sulle rotte transcontinentali

Eastern Air Lines effettuò il primo volo commerciale con un 757 il 1º gennaio 1983 sulla tratta Atlanta-Tampa. Il 9 febbraio del 1983, British Airways iniziò a usare l'aereo sulla rotta Londra-Belfast, sostituendo il trimotore Hawker Siddeley Trident. Le compagnia aerea charter Monarch Airlines e Air Europe iniziarono le operazioni con il 757 quello stesso anno. Fin da subito l'aereo fu apprezzato per la sua affidabilità, silenziosità e per le prestazioni migliori rispetto ai jet precedenti. I corsi di transizione facilitarono l'adattamento dei piloti alle nuove strumentazioni basate su schermi CRT e non sorsero particolari problemi tecnici. La Eastern Air Lines, il primo operatore di 727 a prendere in consegna un 757, confermò che l'aereo aveva una maggiore capacità di carico rispetto al suo predecessore, con minori costi operativi grazie a un più efficiente consumo di combustibile e alla cabina di pilotaggio con due soli membri di equipaggio. Rispetto al 707 e al 727, il nuovo bimotore consumava tra il 42% e il 40% in meno di carburante per passeggero.
Nonostante l'esordio di successo, le vendite del 757 rimasero stagnanti per la maggior parte degli anni 1980 come conseguenza del calo dei prezzi dei carburanti e un maggior interesse negli aeromobili più piccoli dopo la liberalizzazione del mercato aeronautico degli Stati Uniti. Nonostante non esistesse alcun concorrente diretto, un aereo a fusoliera stretta come il McDonnell Douglas MD-80 era più economico da acquistare e trasportava quasi lo stesso numero di passeggeri del 757. Dopo tre anni di vendite modeste, nel novembre 1985 la Northwest Airlines effettuò un ordine per venti velivoli, evitando per Boeing una costosa diminuzione del tasso di produzione. Nel dicembre 1985 un modello cargo, il 757-200PF, fu annunciato a seguito di una richiesta di venti aerei da parte di UPS Airlines, mentre nel febbraio 1986 un modello combinato passeggeri-cargo fu proposto per la Royal Nepal Airlines. La versione cargo includeva una stiva nel ponte principale ed entrò in servizio con continuità a partire dal settembre 1987. Il modello combinato poteva trasportare sia merci sia passeggeri sul ponte principale ed entrò in servizio con la Royal Nepal Airlines nel settembre 1988.
Alla fine degli anni 1980 l'aumento della congestione degli hub delle compagnie aeree e l'introduzione di normative antirumore negli aeroporti statunitensi alimentarono un'inversione di tendenza verso le vendite del 757. Dal 1988 al 1989 le compagnie aeree collocarono 322 ordini del velivolo, tra cui 160 da parte di American Airlines e United Airlines. A questo punto il 757 divenne presenza frequente sia sui voli nazionali a corto raggio, sia nelle rotte transcontinentali negli Stati Uniti, avendo sostituito gli ormai obsoleti 707, 727, Douglas DC-8 e Douglas DC-9. L'autonomia massima di 7 220 km del 757-200, oltre una volta e mezzo più elevata di quella del 727, permise alle compagnie aeree di usarli su rotte non stop più lunghe. Il 757 era anche in grado di operare su aeroporti con normative sul rumore stringenti, come il John Wayne Airport a Orange County, in California, e negli aeroporti con restrizioni riguardo alla dimensione degli aeromobili, come l'Aeroporto Nazionale di Washington-Ronald Reagan vicino al centro di Washington. I maggiori operatori statunitensi, Delta Air Lines e American Airlines, alla fine operarono con flotte di oltre cento aerei 757 ciascuno.

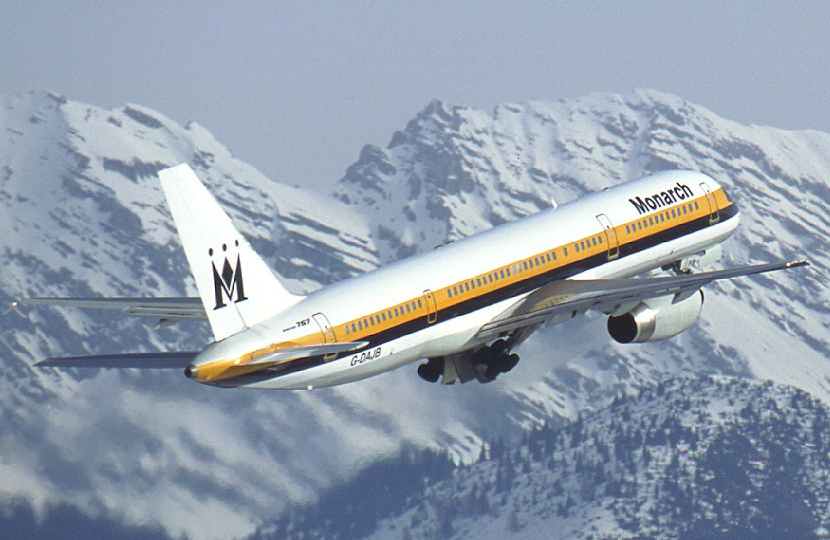
Monarch Airlines iniziò a utilizzare i 757 nei servizi charter nel marzo 1983

In Europa, la British Airways, l'Iberia e l'Icelandair furono i più grandi clienti del 757, mentre altri importanti vettori, quali Lufthansa, lo respinsero perché considerato troppo grande per le loro esigenze negli aeromobili a fusoliera stretta. Molte compagnie aeree charter europee, tra cui Air 2000, Air Holland e LTU International, acquisirono il bimotore per i voli vacanze e per i pacchetti tour verso la fine degli anni 1980. In Asia, dove aeromobili più grandi erano comunemente preferiti per via dei grandi volumi di passeggeri, il 757 trovò un minor numero di ordini. Il primo cliente asiatico, la Singapore Airlines, vendette i suoi quattro 757 nel 1989 a favore del wide-body Airbus A310 da 240 posti, soltanto cinque anni dopo l'esordio sulle rotte indonesiane e malesi. Le vendite del 757 andarono meglio in Cina, dove a seguito di un acquisto iniziale dalla Civil Aviation Administration of China (CAAC) nel 1987, gli ordini crebbero a 59 aeromobili, diventando così il più grande mercato asiatico. Compagnie come China Southern Airlines, China Southwest Airlines, Shanghai Airlines, Xiamen Airlines e Xinjiang Airlines utilizzavano il 757 su rotte nazionali di media lunghezza.
Nel 1986, la FAA approvò i 757 motorizzati Rolls-Royce RB211 per il Parametro di Prestazione Operativa per bimotori a gamma estesa (ETOPS) nelle operazioni compiute nel Nord Atlantico, a seguito delle precedenti norme stabilite per il 767. Ai sensi della normativa ETOPS, una serie di norme di sicurezza in materia di voli di bimotori jet che sorvolano oceani e altre aree senza aeroporti alternati idonei nelle vicinanze, le compagnie aeree iniziarono a utilizzare il velivolo per rotte a medio raggio intercontinentali. Anche se il 757 non era originariamente previsto per i voli transoceanici, le autorità basarono la loro decisione sui record di affidabilità dimostrati sulle rotte transcontinentali degli Stati Uniti. La certificazione ETOPS per i 757 equipaggiati con motori di serie PW2000 fu concessa nel 1992.
Nei primi anni 1990, la FAA e altre agenzie governative statunitensi, tra cui la National Aeronautics and Space Administration (NASA) e il National Transportation Safety Board (NTSB), iniziarono uno studio sulle turbolenze di scia utilizzando un 757. Questo avvenne in seguito a diversi incidenti, tra cui due con conseguenze mortali, in cui piccoli aerei privati avevano sperimentato una perdita di controllo durante il volo a ridosso del bimotore. Anche aerei di linea più piccoli avevano accusato movimenti di rollio imprevisti durante il volo dietro a un 757. Questi test portarono ad aggiornare i regolamenti stabilendo una maggiore separazione da tenere dietro ai jet di grandi dimensioni. Il 757 è diventato l'unico aereo di linea inferiore ai 136 000 kg a essere classificato come un jet "pesante", come gli aerei wide-body, secondo le regole di separazione della FAA.

### Variante allungata
La produzione del 757 raggiunse il suo picco nei primi anni 1990, con una media di cento aerei all'anno. Per oltre un decennio vi fu un solo modello di 757, senza che vi fosse una variante allungata, e mentre le voci di un possibile 757-200X a lungo raggio e di un 757-300X allungato persistevano, nessun annuncio formale era stato fatto. Le compagnie charter europee si dimostrarono particolarmente interessate a una versione con maggior capacità del velivolo. Oltre che a soddisfare le esigenze dei clienti charter, un modello più grande avrebbe consentito a Boeing di abbinare le capacità di trasporto passeggeri del 767-200 con minori costi operativi e contrastare le versioni a lungo raggio dell'Airbus A321 da 185 posti, una nuova variante allungata dell'Airbus A320 a fusoliera stretta.

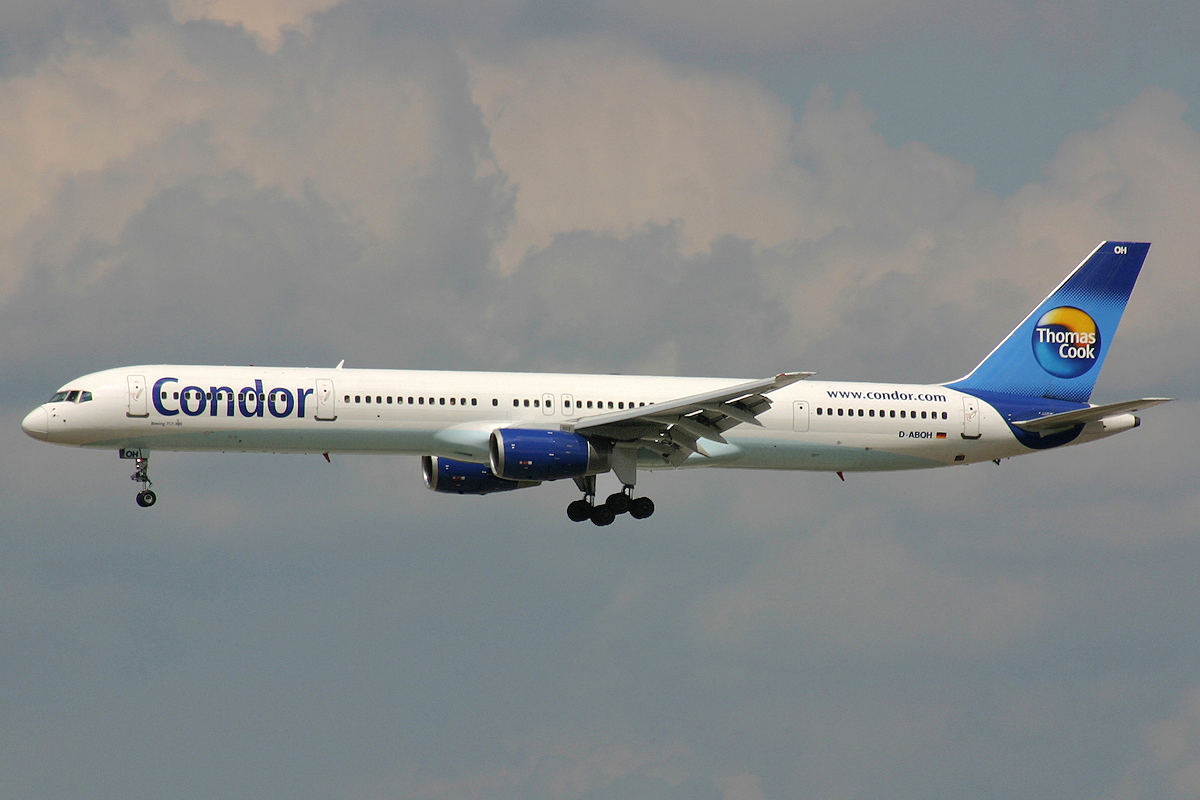
Condor divenne il primo operatore del 757-300 nel marzo 1999

Nel settembre 1996, a seguito di un ordine di lancio per dodici velivoli da parte del vettore charter Condor, Boeing annunciò il 757-300, la variante allungata, al Farnborough Airshow. Il nuovo modello era lungo 7,13 m più del 757-200, con conseguente spazio per altri 50 passeggeri e quasi il 50% in più di carico. La fase di progettazione fu una delle più brevi nella storia del suo produttore, con soli ventisette mesi dal lancio alla certificazione. Per via della fretta nello sviluppo e per le preoccupazioni di costo, alcuni aggiornamenti radicali, come una nuova cabina di pilotaggio avanzata in stile del 737, non furono attuati. Al contrario, questa versione ricevette motori aggiornati, avionica avanzata e un interno ridisegnato. Il primo 757-300 fece il suo roll out il 31 maggio 1998 e completò il primo volo il 2 agosto. La certificazione arrivò nel gennaio 1999 e il 19 marzo dello stesso anno entrò in servizio con Condor.
Il 757-300 venne ordinato anche da American Trans Air, Arkia Israel Airlines, Continental Airlines, Icelandair e Northwest Airlines. Tuttavia le vendite non raggiunsero i risultati sperati e complessivamente furono consegnati 55 velivoli. Boeing aveva proposto il 757-300 come potenziale sostituto del 767-200 per due dei suoi maggiori clienti, American Airlines e United Airlines, che però non erano finanziariamente in grado di impegnarsi nell'acquisto di nuovi aeromobili. Proposte ad altre compagnie charter, inoltre, non avevano dato luogo a ulteriori ordini. Nel novembre del 1999, di fronte a una diminuzione di interesse verso il 757, nonostante il lancio del 757-300, Boeing iniziò a studiare una diminuzione della sua produzione.

### Ulteriori sviluppi
Nonostante il programma 757 avesse dimostrato di essere stato un successo finanziario, il calo delle vendite nei primi anni 2000 minacciò la sua vitalità. Le compagnie aeree tornarono, infatti, a interessarsi nuovamente ad aerei più piccoli, soprattutto Airbus A320 e Boeing 737, per via del loro ridotto rischio finanziario. Una flessione nell'industria del trasporto aereo e il gran numero di 757 relativamente nuovi già in servizio, contribuì anche a ridurre la domanda dei clienti. Nel 2000, spinta dall'interessamento da parte di Air 2000 e Continental Airlines, Boeing riesaminò la possibilità di costruire un modello ulteriormente allungato, denominato inizialmente 757-200X. Il derivato proposto sarebbe stato caratterizzato da serbatoi ausiliari di carburante e da aggiornamenti riguardo alle ali e al carrello di atterraggio, con un conseguente aumento del peso massimo al decollo e dell'autonomia a oltre 9 260 km. Tuttavia, la proposta non riuscì a raccogliere ordini. Nel marzo 2001, Boeing consegnò il primo 757-200SF, un 757-200 di seconda mano convertito per l'uso cargo alla DHL Aviation. Per il 757-200SF fu la prima volta che il produttore si occupò direttamente della conversione di un aereo da passeggeri a cargo.

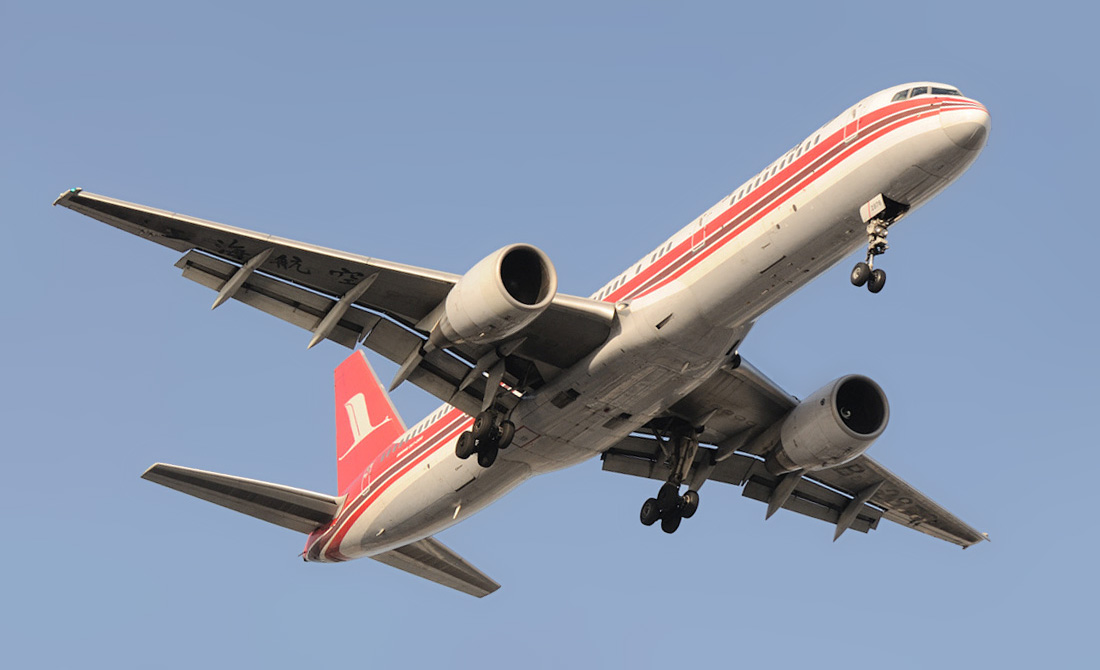
Shanghai Airlines ricevette l'ultimo esemplare di 757 prodotto, nel novembre 2005

L'interesse dei clienti in nuovi 757 continuò a diminuire e, nel 2003, nonostante una campagna di vendite rinnovata e centrata sul 757-300 e sul 757-200PF, arrivarono solo cinque nuovi ordini. Nell'ottobre 2003, in seguito alla decisione della Continental Airlines di convertire gli ordini residui di 757-300 in 737-800, Boeing annunciò la fine della produzione del 757. Il 1050º e ultimo esemplare, un 757-200 realizzato per la Shanghai Airlines, uscì dalla linea di produzione presso lo stabilimento di Renton il 28 ottobre 2004 e fu consegnato il 28 novembre dell'anno seguente, dopo essere rimasto diversi mesi fermo in magazzino. Con la conclusione del programma 757, Boeing consolidò la linea di assemblaggio del 737 nella sua fabbrica di Renton, ridimensionando le sue strutture del 40% e spostando il personale in diverse posizioni.
Dalla fine della produzione la maggior parte dei 757 è rimasta in servizio, soprattutto negli Stati Uniti. Dal 2004 al 2008, il costo medio del carburante per un tipico volo del 757 a medio raggio negli Stati Uniti triplicò, provocando una pressione sulle compagnie aeree per migliorare l'efficienza del carburante delle loro flotte. Nel maggio 2005, la FAA concesse l'approvazione per montare le winglets sul 757-200, delle appendici alari che consentono un miglioramento dell'efficienza del carburante del 5% e un aumento dell'autonomia di 370 km. La Continental Airlines fu la prima compagnia a ordinare le winglets per i suoi 757-200, e nel febbraio 2009 divenne il primo operatore di 757-300 con le winglets.

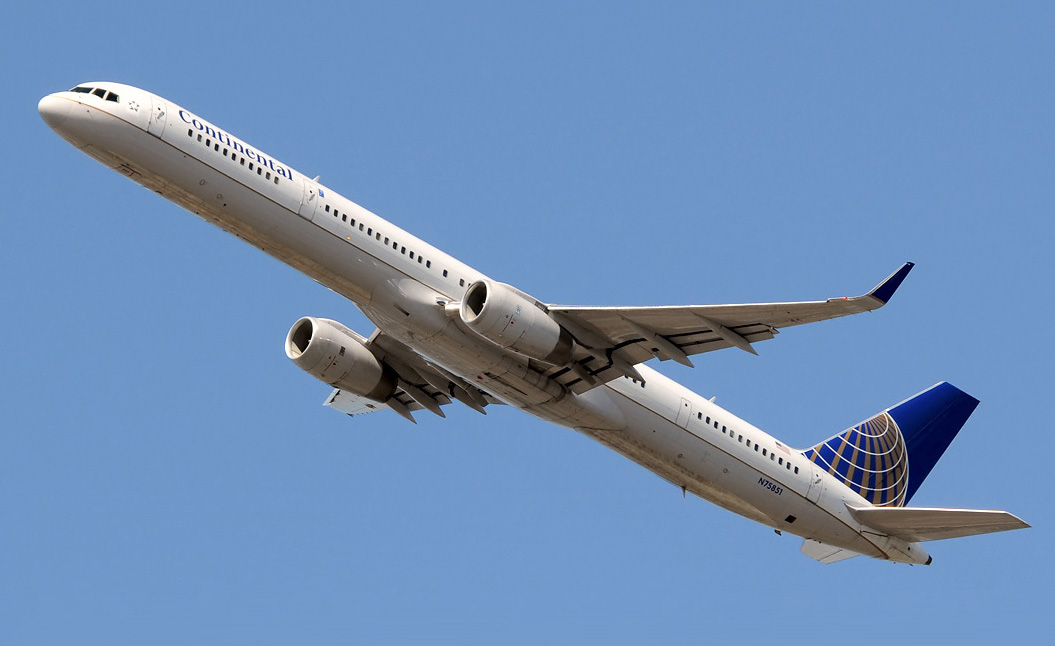
Un 757-300 di Continental Airlines dotato di winglets per migliorare l'efficienza dei consumi

Dal ritiro del 757, le compagnie che dovevano sostituire l'aeromobile nella propria flotta furono costrette o a optare per una riduzione delle dimensioni, scegliendo aerei di piccole dimensioni a corridoio singolo con un minor numero di posti a disposizione, come il 737-900ER e l'Airbus A321, o modelli wide body a lungo raggio, come il Boeing 787 Dreamliner e l'Airbus A330-200. Il Tupolev Tu-204, un bimotore a fusoliera stretta introdotto nel 1989 con un design simile al 757, è stato proposto in una versione da 200 posti, che tuttavia ha visto le vendite limitate principalmente ai clienti russi. Tra i velivoli Boeing il 737-900ER, dotato di 215 posti e 5 930 km di autonomia, è stato considerato come l'aereo più simile al 757-200.

### In servizio
La maggior parte dei Boeing 757 è in servizio con le compagnie aeree statunitensi per servizio sul continente. Il primo operatore è American Airlines, seguita da Delta Air Lines, la cui flotta è inferiore di circa venti mezzi rispetto a quella di AA.
Il 757 è impiegato anche da United Airlines, Continental Airlines, US Airways, America West Airlines e Northwest Airlines. Alcune linee aeree, come Icelandair, Continental Airlines, American Airlines, ATA Airlines e United Airlines impiegano il 757 per rotte transoceaniche.
Per molte compagnie aeree, come Royal Brunei e Nepal Airlines, il 757 rappresenta un aereo di linea intercontinentale economico, che ha consentito un collegamento verso le città europee per la prima volta. Per molte compagnie del terzo mondo, il 757 rappresenta un perfetto sostituto per gli ormai anziani 707 ancora in servizio nelle loro flotte. Il 757 è un aereo molto diffuso tra le compagnie charter del Regno Unito, come Thomas Cook Airlines, First Choice Airways, Monarch Airlines, Titan Airways, Excel Airways, Astraeus e Thomson Airways. Da questi operatori è utilizzato principalmente su rotte europee, ma la sua autonomia gli consente di coprire anche tratte come quella per il Sudafrica.
Dopo un iniziale successo di vendite, queste scesero bruscamente nella seconda metà degli anni novanta. Il 757 era infatti la prima scelta per compagnie che coprivano rotte lunghe e a bassa densità, come le tratte da poco istituite. Quando queste rotte "maturarono", diventando più affollate, il 757 venne sostituito da aerei di linea a fusoliera larga (widebody), più convenienti su tratte ad alta densità.
Sul mercato a breve raggio, le compagnie considerano il 757 troppo costoso, conveniente (per l'operatore) solo quando fossero stati venduti almeno 3/4 dei posti. Questi mercati trovano più adatti le famiglie dei 737 e A320, molto più convenienti anche non a pieno carico. Nonostante il 737-900 e l'A321 non abbiano la stessa autonomia del 757, sono comunque in grado di coprire il 90% delle tratte da esso servite. Il 757 è quindi rimasto vittima dei cambiamenti del mercato, più che della obsolescenza tecnologica. Nonostante sia uscito di produzione, il 757 ha comunque trovato una seconda vita in diverse compagnie aeree statunitensi, visto che la sua autonomia lo rende ancora vantaggioso per le tratte transatlantiche a bassa densità, come quelle che vanno dalla Costa Est degli Stati Uniti verso Copenaghen, Glasgow e Shannon.
Oltre che per le tratte transatlantiche a bassa densità, un altro settore in cui il 757 non può essere rimpiazzato da 737-900 e A321 è quello delle compagnie che si trovano a operare in climi caldi e/o in quota. Da aeroporti in "quota", come Denver o Città del Messico, o in zone desertiche, come Phoenix o Las Vegas, il 757 è ancora in grado di decollare con il peso massimo al decollo, grazie alla elevata spinta delle sue due turboventole. 737 e A320 possono operare da questi aeroporti solo sacrificando parte del loro carico utile in termini di passeggeri, cargo o carburante.
L'ultimo 757, il 1.050º esemplare, uscì dalla linea di produzione a Renton il 28 ottobre 2004, per prestare servizio con la Shanghai Airlines dal 26 aprile successivo.
Il 757-200, tra i modelli della Boeing, è destinato a essere sostituito dal 737-900ER nel breve periodo, e dal progetto Y1 nel lungo periodo. Il 757-300 sarà sostituito dal 787-3 a fusoliera larga.
Per il controllo del traffico aereo, il 757 è considerato come uno degli heavies, per la sua pronunciata tendenza a creare una forte wake turbulence.
Il 757 ha dimostrato di essere uno degli aerei di linea più flessibili dell'epoca moderna. Utilizzato principalmente nel suo ruolo primario sulle tratte a medio raggio, ha trovato impiego anche per le tratte a breve raggio ad alta densità, e in quelle a lungo raggio a bassa densità. Ad esempio la US Airways ha iniziato le tratte tra Filadelfia e Lisbona, Milano e Stoccolma con tre 757-200, mentre la British Airways lo impiega sulle rotte europee ad alta densità.

### Aerei privati
Almeno quattro 757 sono impiegati come aerei privati. Uno è del magnate dei supermercati Ronald Burkle, uno del magnate (ed ex presidente degli Stati Uniti) Donald Trump, due appartengono al cofondatore della Microsoft, Paul Allen. Quello con matricola N757AF è per uso personale, il secondo, matricola N756AF è impiegato come aereo per le squadre Portland Trail Blazers e Seattle Seahawks, entrambi di proprietà di Allen.
Non era un aereo privato, ma un aereo noleggiato dalla compagnia TransMeridian Airlines, quello impiegato dal senatore John Kerry durante la campagna presidenziale degli Stati Uniti nel 2004. L'aereo venne soprannominato Freedom Bird (Uccello della Libertà).
Anche i pionieri dell'heavy metal "Iron Maiden" fanno uso di un 757 privato, appartenente alla compagnia Astraeus e pilotato dallo stesso cantante della band Bruce Dickinson, per gli spostamenti nei tour mondiali.

### Incidenti
- 1990, 2 ottobre: il 757-200 B-2812 della China Southern Airlines fu colpito, mentre era ancora a terra presso l'aeroporto di Guangzhou (Cina), da un 737-200 dirottato. L'aereo, della Xiamen Airlines, stava effettuando un tentativo di atterraggio. 46 vittime tra i 110 passeggeri.
- 1995, 20 dicembre: il 757-200 N651AA della American Airlines, da Miami alla città colombiana di Cali, si schiantò sul monte San Jose, nei pressi di Guadalajara de Buga, mentre era in fase di avvicinamento all'aeroporto di destinazione. Al momento dell'incidente si trovava a circa 2 700 m di quota. L'incidente è imputabile a un errore del pilota: le scatole nere non indicarono problemi al velivolo e per le autorità locali i radiofari erano tutti in servizio. 159 vittime complessive, 4 superstiti tra i passeggeri.
- 1996, 6 febbraio: il 757-200 TC-GEN, volo charter della Alas Nacionales affittato dalla compagnia Birgenair, precipitò nell'oceano a poche miglia dalla costa poco dopo il decollo dall'aeroporto di Puerto Plata, nella Repubblica Dominicana. Il volo era diretto in Germania. L'incidente venne attribuito alla manutenzione approssimativa: secondo la squadra investigativa non vennero infatti coperti i tubi di Pitot e un nido di vespe vasaie li ostruì, impedendo al computer una lettura precisa dei dati di volo, mandando in confusione l'equipaggio. 189 vittime, nessun superstite. È il più grave incidente aereo che abbia coinvolto un Boeing 757.
- 1996, 2 ottobre: il 757-200 N52AW della AeroPerú, precipitò al largo di Pasamayo in Perù. Il volo era diretto da Lima a Santiago del Cile. Attribuito alla manutenzione approssimativa. 70 vittime, nessun superstite.
- 1997, 2 agosto: un passeggero rimase vittima di un incidente in fase d'imbarco su un 757-200 della Continental Airlines all'aeroporto di Lima, Perù. L'anziano passeggero, già a bordo, mentre attendeva l'imbarco della sua sedia a rotelle nel vano di carico, camminando nell'aereo cadde a terra in uno spazio tra una delle porte e il camion del catering. Morì per le ferite riportate nella caduta.
- 2001, 11 settembre: il volo American Airlines 77 operato con un 757-200 N644AA della American Airlines in volo da Washington-Dulles verso Los Angeles, si schiantò sul Pentagono dopo un dirottamento. Nessun superstite (64 vittime a bordo dell'aereo).
- 2001, 11 settembre: il Volo United Airlines 93 operato con un 757-200 N591UA della United Airlines in volo da Newark a San Francisco, si schiantò su un campo nella località di Shanksville, nei pressi di Pittsburgh, Pennsylvania. 45 vittime, nessun superstite.
- 2002, 1º luglio: Volo Bashkirian Airlines 2937: un 757-200 A9C-DHL cargo della DHL collise in volo con un Tupolev Tu-154 della Bashkirian Airlines, mentre si trovava a una quota di 11 000 m nei pressi di Überlingen in Germania. Nessun superstite tra i due piloti del volo DHL, i 12 membri dell'equipaggio e i 57 passeggeri del Tu-154. Il 757-200 era in volo dal Bahrein verso Bruxelles e aveva fatto scalo a Bergamo. Il Tu-154 era un volo charter dall'Aeroporto di Mosca-Domodedovo verso l'Aeroporto internazionale di Barcellona e aveva fatto scalo all'Aeroporto internazionale di Monaco di Baviera. Tra i 57 passeggeri, 52 erano bambini o ragazzi. L'incidente fu causato dal controllo del traffico aereo. Tempo dopo uno dei parenti delle vittime assassinò un controllore di volo coinvolto.
- 2002, 28 novembre: un 757-300 della compagnia charter israeliana Arkia sfugge a due missili terra-aria poco dopo il decollo da Mombasa, Kenya. A bordo 261 passeggeri. Il velivolo proseguì il suo volo verso Tel Aviv.
- 2005, 7 dicembre: un passeggero del volo American Airlines da Medellín a Miami, durante le operazioni di sbarco per lo scalo a Orlando, venne colpito a morte da un Air marshal. Questi era intervenuto poiché, durante il volo, il passeggero, un cittadino statunitense di 44 anni, aveva affermato di avere una bomba nel suo bagaglio.
- 2006, 14 agosto: cedimento dell'idraulica di uno dei carrelli di un 757 della Condor presso Palma di Maiorca. Nessun ferito.
- 2007, 20 agosto: un Boeing 757 della compagnia italiana Blue Panorama, partito da Rodi e diretto a Milano Malpensa, dopo circa tre quarti d'ora di volo, lancia l'SOS alla torre di controllo di Atene a causa di un'avaria al motore destro. L'equipaggio sostiene di avere avvertito qualcosa di non precisato, come un'imbardata, una perdita di quota. Improvvisamente si spengono le luci e manca la corrente nei corridoi, alcuni passeggeri sostengono di avere visto una fiammata. L'aereo atterra in emergenza all'aeroporto di Atene. L'episodio si concluderà senza conseguenze per i passeggeri o l'equipaggio.
- 2022, 7 aprile: un Boeing 757-27A(PCF) della DHL Aero Expreso dopo avere avuto dei problemi dopo il decollo ha effettuato un atterraggio di emergenza in Costa Rica. L'aereo poco ha sbandato finendo in una fossa accanto alla pista dell'aeroporto di San José e spezzandosi in due tronconi. Non ci sono state vittime.

## Versioni
Il 757 è stato prodotto, fondamentalmente, in due modelli di base: il 757-200 più corto e con una maggiore autonomia del 757-300. Il 757-100 rappresentò il primo stadio dello sviluppo del velivolo, nato come derivato del 727, con una capacità dell'ordine dei 150 passeggeri, ma non avendo riscontrato interesse non venne mai realizzato. Alcune compagnie aeree troncano la designazione estesa di questi velivoli, 757-200 e 757-300, riferendosi a essi come 752 e 753.

### 757-100
Il 757-100 era il progetto iniziale con una capacità di 150 passeggeri, nato direttamente come sostituto del 727. Non ottenne interesse e rimase allo stadio di progetto.

### 757-200
Il 757-200 rappresenta la versione definitiva del 757, dopo la 757-100 rimasta allo stadio di progetto. Quasi tutti i 757 realizzati sono di questo tipo. È stato prodotto anche in versione cargo, 757-200F e versione mista per trasporto passeggeri e merci 757-200M. Alla fine degli anni novanta alcuni degli esemplari per trasporto passeggeri furono convertiti in cargo.
Il 757-200 per il trasporto passeggeri è stato realizzato con due differenti configurazioni per le porte. Una presenta tre porte standard per lato, con l'aggiunta di due porte più piccole dietro il bordo d'uscita alare per l'evacuazione d'emergenza; tutte le porte sono equipaggiate con scivoli gonfiabili per l'evacuazione. L'altra configurazione presenta sempre tre porte per lato, le prime due coppie verso prua e la terza verso poppa, con l'aggiunta di due uscite "plug-type" sopra le ali per l'evacuazione d'emergenza, che sostituiscono le porte più piccole dopo il bordo d'uscita dell'ala. Varianti 757-200:
- 757-200F: versione cargo (Freighter, trasporto in lingua inglese);
- 757-200M: versione mista trasporto passeggeri-merci;
- 757-200ER: versione a lungo raggio (Extended Range) rimasta allo stadio di progetto. Alcune compagnie utilizzano comunque questa denominazione per le versioni con maggiore peso lordo, specialmente sulle tratte intercontinentali. ER è considerato anche la variante in servizio con l'US Air Force, designata C-32.
- 757-200PF: versione cargo specifica per container (Package Freighter);
- 757-200SF: versione cargo (Super Freighter); si tratta di 757-200 passeggeri convertiti per il trasporto merci. I primi esemplari, 44 velivoli, furono ordinati dalla DHL. La conversione dei velivoli, originariamente in servizio con la British Airways, iniziò il 5 ottobre 1999 e il primo esemplare volò il 15 febbraio 2001. Sono caratterizzati da pavimento rinforzato, un ampio portello merci nella sezione anteriore con un sistema di carico integrato per container e pallet. A differenza della versione 757-200F presentano una minore capacità (226,5 metri cubi) e autonomia (4 630 km). Il carico merci è di 27 210 kg.

#### C-32 e impiego militare

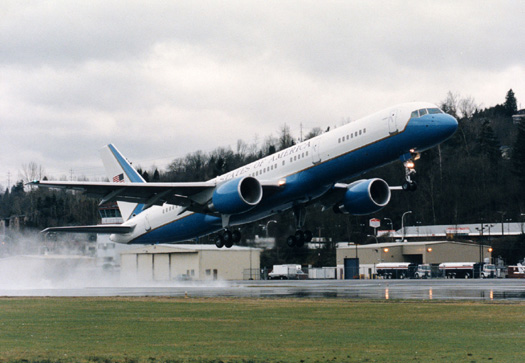
Uno dei 4 C-32 dell'USAF in fase di decollo

Presso la US Air Force sono in servizio quattro 757-200, con la designazione C-32. L'aereo è utilizzato principalmente come trasporto VIP per membri del governo e del Congresso, in particolare come aereo per il trasporto del vicepresidente degli Stati Uniti, ruolo in cui assumono la designazione di Air Force Two. Equipaggiato con motori Pratt & Whitney PW 2040, presenta notevoli differenze nell'allestimento interno, che prevede posto per 45 passeggeri e 16 membri dell'equipaggio. Presenta inoltre serbatoi ausiliari che gli consentono un'autonomia di 7 685 km. I 4 C-32 sono in carico al 89th Airlift Wing, presso la base aerea di Andrews.
Altri due 757-200 sono impiegati anche dalla Royal New Zealand Air Force (RNZAF) per il trasporto truppe e VIP.
Il 757 ricopre il ruolo di trasporto presidenziale in Argentina, come Tango 01. Un altro è utilizzato sempre come trasporto presidenziale e trasporto VIP in Messico. Un 757 è stato convertito in aeroambulanza, o meglio in ospedale volante, dalla famiglia reale dell'Arabia Saudita.

#### N757A

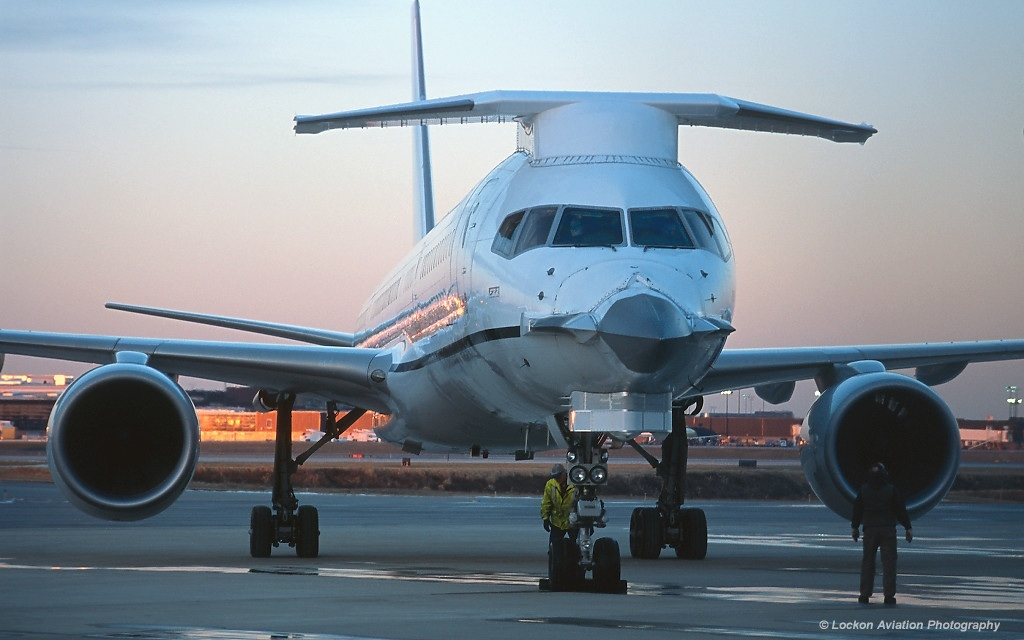
N757A Catfish

Dalla conversione di un 757-200 del 1982 (numero di serie 22212) è stato ricavato l'N757A (altrimenti conosciuto come 757 FTB, flying test bed), una versione speciale in esemplare unico da utilizzare come banco di prova per i sistemi avionici del caccia F-22, allora in fase di collaudo. Secondo Boeing, a causa dell'avionica altamente integrata del Raptor questa soluzione ha consentito di accelerarne lo sviluppo e ridurre rischi e costi.
Davanti al muso dell'N757A è stato installato il radome di prua dell'F-22 e sopra l'abitacolo le ali del caccia, equipaggiate con i sensori di guerra elettronica (EW) e sensori di comunicazione, navigazione e identificazione (CNI) in dotazione al cacciabombardiere. All'interno della fusoliera è inoltre stato installato il cockpit completo dell'F-22. A causa del bizzarro profilo che ne è derivato, con le ali frontali che ricordano i baffi del pesce, il 757 è stato non ufficialmente soprannominato Catfish.
L'N757A ha volato per la prima volta l'11 marzo 1999 e da allora ha accumulato oltre mille ore di volo. Dopo essere stato messo in stato di warm storage, è tornato in servizio nel 2008 per sviluppare un pacchetto di aggiornamenti (chiamato 3.1) sempre destinati all'F-22. Ha quindi fatto la sua prima apparizione pubblica nel gennaio 2010, durante le esercitazioni Red Flag alla Nellis Air Force Base in Nevada.  Secondo le intenzioni di Boeing, la piattaforma di integrazione (che assieme al laboratorio di terra è stata ribattezzata AIL) può essere utilizzata come banco di prova volante per altre aeromobili ed è stata in trattativa per lo sviluppo di almeno altri cinque programmi. Si noti che una soluzione del tutto analoga è stata utilizzata, a partire dal 2017, per lo sviluppo del caccia cinese di quinta generazione J-20 utilizzando come base un Tupolev Tu-204.

### 757-300
Il 757-300 è la versione allungata. La fusoliera è stata allungata di circa 7,1 m per aumentare la capacità dei passeggeri, portata a 252 posti, sacrificando l'autonomia, ridotta di 800 -1 200 km (a seconda del tipo di motori). Questa variante volò per la prima volta nell'agosto 1998 ed entrò in servizio con la Condor il 10 marzo 1999. Ne furono ordinati solo 55 esemplari. Questa versione presenta otto porte standard sui due lati, con l'aggiunta di due coppie di uscite d'emergenza sopra le ali. L'interno è quello dei 737 Next Generation, che miscela aspetti dell'interno del 757-200 con lo stile del 777.

### Alette d'estremità
Nonostante la produzione del Boeing 757 sia cessata, la Aviation Partners Inc. ha progettato per questo velivolo delle alette d'estremità (winglets). Le winglets consentono di ridurre i consumi, incrementando così l'autonomia del velivolo di circa 370 km. L'adozione è stata approvata dalla Federal Aviation Administration (FAA) il 23 maggio 2005 solo per i 757-200, mentre per i 757-300 è, al 2006, in sospeso.
Nel 2005 è iniziata l'installazione di queste alette, alte 2,48 m. La Continental Airlines è stata la prima compagnia ad adottarle su alcuni esemplari della propria flotta nel marzo dello stesso anno. Successivamente il dispositivo è stato installato anche da American Airlines, Icelandair e Delta Airlines. Questi 757, designati 757-200WL, sono destinati a prestare servizio sulle rotte a lungo raggio che non possono essere coperte da 737 o MD-80, ma non abbastanza popolari per essere affidate ai più capienti 767 o A330. Anche Northwest Airlines e Finnair sarebbero intenzionate a munire i propri 757 di questa innovazione. L'installazione avrebbe dovuto cominciare per l'inizio del 2007.

## Dati tecnici
| Dati                                    | 757-200                   | 757-200PF                 | 757-300                   |
| --------------------------------------- | ------------------------- | ------------------------- | ------------------------- |
| Codice ICAO                             | B752                      | B752                      | B753                      |
| Codice IATA                             | 752                       | 75F                       | 753                       |
| Equipaggio in cabina di pilotaggio      | 2 piloti                  | 2 piloti                  | 2 piloti                  |
| Capacità massima passeggeri             | 239                       | Cargo                     | 295                       |
| Lunghezza totale                        | 47,32 m                   | 47,32 m                   | 54,08 m                   |
| Diametro cabina                         | 3,54 m                    | 3,54 m                    | 3,54 m                    |
| Diametro fusoliera                      | 3,76 m                    | 3,76 m                    | 3,76 m                    |
| Larghezza piano orizzontale             | 15,21 m                   | 15,21 m                   | 15,22 m                   |
| Apertura alare                          | 38,05 m                   | 38,05 m                   | 38,06 m                   |
| Superficie alare                        | 185,3 m²                  | 185,3 m²                  | 185,3 m²                  |
| Freccia alare                           | 25°                       | 25°                       | 25°                       |
| Altezza fusoliera                       | 6,45 m                    | 6,45 m                    | 6,50 m                    |
| Altezza totale                          | 13,74 m                   | 13,74 m                   | 13,64 m                   |
| Passo                                   | 18,29 m                   | 18,29 m                   | 22,35 m                   |
| Peso operativo a vuoto (OEW)            | 62 100 kg                 | 51 700 kg                 | 64 580 kg                 |
| Peso massimo senza carburante (MZFW)    | 83 450 kg                 | 90 700 kg                 | 95 260 kg                 |
| Peso massimo durante il rullaggio (MTW) | 113 850 kg                | 116 100 kg                | 122 930 kg                |
| Peso massimo al decollo (MTOW)          | 113 400 kg                | 115 900 kg                | 122 470 kg                |
| Peso massimo all'atterraggio (MLW)      | 89 800 kg                 | 92 250 kg                 | 101 610 kg                |
| Carico utile massimo                    | 21 350 kg                 | 39 000 kg                 | 30 690 kg                 |
| Capacità cargo                          | 51,0 m³                   | 239,0 m³                  | 67,5 m³                   |
| Capacità massima carburante             | 42 680 L                  | 42 680 L                  | 43 495 L                  |
| Velocità di crociera                    | 0,80 Mach (987,84 km/h)   | 0,80 Mach (987,84 km/h)   | 0,80 Mach (987,84 km/h)   |
| Velocità massima                        | 0,86 Mach (1 061,93 km/h) | 0,86 Mach (1 061,93 km/h) | 0,86 Mach (1 061,93 km/h) |
| Autonomia                               | 3 900 nmi 7 220 km        | 3 150 nmi 5 834 km        | 3 395 nmi 6 287 km        |
| Quota di tangenza                       | 42 000 ft (12 800 m)      | 42 000 ft (12 800 m)      | 42 000 ft (12 800 m)      |
| Motori (x2)                             | PW2037 RB211-535C         | PW2037 RB211-535C         | PW2043 RB211-535E4        |
| Spinta (x2)                             | 154-167 kN 149-163 kN     | 154-167 kN 149-163 kN     | 162-191 kN 157-176 kN     |

## Utilizzatori
Ad aprile 2025, dei 1 049 esemplari prodotti, 621 sono operativi. Il Boeing 757 non è più in produzione, tutti i velivoli ordinati sono stati consegnati.

### Civili
Gli utilizzatori principali sono:
- Delta Air Lines (126 esemplari)
- FedEx Express (107 esemplari)
- UPS Airlines (75 esemplari)
- United Airlines (61 esemplari)
- SF Airlines (43 esemplari)
- Cargojet (18 esemplari)
- DHL Air Austria (18 esemplari)
- Icelandair (14 esemplari)
- YTO Cargo Airlines (10 esemplari)
- Azur Air (9 esemplari)
- Condor Flugdienst (9 esemplari)
- EAT Leipzig (9 esemplari)
- Morningstar Air Express (9 esemplari)
- Amerijet International (6 esemplari)
- Blue Dart Aviation (6 esemplari)
- China Postal Airlines (6 esemplari)
- Jet2.com (6 esemplari)
- Asia Pacific Airlines (5 esemplari)
- Aviastar-Tu Airline (5 esemplari)
- Cygnus Air (5 esemplari)
- DHL Air UK (5 esemplari)
- Skyline Express Airline (5 esemplari)
- Air Transport International (4 esemplari)
- New Pacific Airlines (4 esemplari)
- Transavia Airlines (9 esemplari)

### Governativi e militari
Gli utilizzatori sono:
- Forza Aerea degli Stati Uniti d'America (10 esemplari)
- Dipartimento di giustizia degli Stati Uniti d'America (2 esemplari)
- Forza Aerea della Nuova Zelanda (2 esemplari)[106]
- Forza Aerea del Kazakistan (1 esemplare)
- Governo dell'Arabia Saudita (1 esemplare)
- Governo dell'Argentina (2 esemplari)[107][108][109]
- Governo dello Yemen (1 esemplare)